# Yves (Vorname)
Yves [iːv] ist ein männlicher Vorname.

## Herkunft und Bedeutung
Yves ist die französische Form zu Ivo. Der Name leitet sich ab von Eibe: westindoeuropäisch oiwa, davon z. B. althochdeutsch iwa oder kymrisch ywen. Früher war vor allem der Pfeilbogen aus Eibenholz und deshalb bedeutet der Name im übertragenen Sinn „der Bogenschütze“.

## Namenstag
- 24. April (Ivo von Ramsey)
- 19. Mai (St. Ivo von Hélory)
- 23. Dezember (St. Ivo von Chartres)

## Varianten
- Weibliche Formen des Vornamens: Yve, Yvonne, Yvette, Ivonne
- Bretonisch: Erwan, Youenn, Yvon

## Namensträger
- Yves Allégret (1905–1987), französischer Regisseur
- Yves Allegro (* 1978), Schweizer Tennisspieler
- Yves Baudrier (1906–1988), französischer Komponist
- Yves de Bellême, Bischof von Sées wohl von 1035 bis um 1071
- Yves Beneyton (* 1946), französischer Schauspieler
- Yves Bénot (1920–2005), französischer Historiker (eigentlich Edouard Helman)
- Yves Berger (1931–2004), französischer Schriftsteller
- Yves Boisset (1939–2025), französischer Regisseur und Drehbuchautor
- Yves Bonnefoy (1923–2016), französischer Lyriker, Essayist und Übersetzer
- Yves Bouvier (* 1963), Schweizer Geschäftsmann und Kunsthändler
- Yves Chaland (1957–1990), französischer Zeichner
- Yves Chamberland (1933–2023), französischer Tonmeister und Jazzproduzent
- Yves Chaudouët (* 1959), französischer Künstler
- Yves Chauvin (1930–2015), französischer Chemiker
- Yves Cochet (* 1946), französischer Politiker
- Yves Congar (1904–1995), französischer Kardinal und Theologe
- Yves Coppens (1934–2022), französischer Paläontologe und Paläoanthropologe
- Yves Deruyter (* 1970), belgischer Techno-DJ
- Yves Eigenrauch (* 1971), deutscher Fußballspieler
- Yves Gambier (* 1949), französischer Linguist
- Yves Giraud-Cabantous (1904–1973), französischer Rennfahrer
- Yves Grafenhorst (* 1984), deutscher Handballspieler
- Yves Grevet (* 1961), französischer Autor von Jugendbüchern
- Yves Guéna (1922–2016), französischer Minister, Abgeordneter und Bürgermeister
- Yves Gyldén (1895–1963), schwedischer Kryptologe
- Yves Guyot (1843–1928), französischer Politiker und Journalist
- Yves Huppen (* 1967), belgischer Comicautor
- Yves Jansen (* 1952), Schweizer Theaterregisseur, Schauspieler und Autor
- Yves Jean-Bart (* 1947), ehemaliger Präsident der Fédération Haïtienne de Football (FHF)
- Yves Joseph de Kerguelen de Trémarec (1734–1797), französischer Seefahrer und Entdecker
- Yves de Kermabon (* 1948), französischer General
- Yves Klein (1928–1962), französischer Maler und Bildhauer
- Yves Kunkel (* 1994), deutscher Handballspieler
- Yves Laroche (* 1959), kanadischer Freestyle-Skier
- Yves Larock (* 1977), Schweizer DJ und Produzent
- Yves Leterme (* 1960), belgischer Politiker
- Yves Le Trocquer (1877–1938), französischer Politiker und Ingenieur
- Yves Loubet (* 1958), französischer Rallyefahrer
- Yves Makabu-Makalambay (* 1986), kongolesischer Fußballspieler
- Yves Mankel (* 1970), deutscher Rennrodler
- Yves du Manoir (1904–1928), französischer Rugbyspieler
- Yves Meyer (* 1939), französischer Mathematiker
- Yves Montand (1921–1991), französischer Sänger und Schauspieler
- Yves Nat (1890–1956), französischer Pianist und Komponist
- Yves Netzhammer (* 1970), Schweizer Computerkünstler
- Yves Olivier (* 1974), belgischer Radfahrer
- Yves Oppenheim (1948–2022), französischer Maler
- Yves Petry (* 1967), flämischer Schriftsteller und Journalist
- Yves Racine (* 1969), kanadischer Eishockeyspieler
- Yves Rénier (1942–2021), französischer Schauspieler
- Yves Robert (1920–2002), französischer Schauspieler und Regisseur
- Yves Rocard (1903–1992), französischer Physiker
- Yves Rocher (1930–2009), französischer Unternehmer
- Yves Rossy (* 1959), Schweizer Pilot und Erfinder
- Yves Rousseau (* 1961), französischer Jazzmusiker
- Yves Rüedi (* 1976), Schweizer Bundesrichter
- Yves Saint Laurent (1936–2008), französischer Modeschöpfer
- Yves Simon (* 1944), französischer Romanautor und Songwriter
- Yves Simoneau (* 1955), kanadischer Regisseur
- Yves Studer (* 1982), Schweizer Boxer
- Yves Tanguy (1900–1955), französischer Maler
- Yves Thériault (1915–1983), kanadischer Schriftsteller
- Yves V (* 1981), belgischer DJ und Produzent
- Yves Vanderhaeghe (* 1970), belgischer Fußballspieler
- Yves Vincent (1921–2016), französischer Schauspieler
- Yves Yersin (1942–2018), Schweizer Regisseur und Produzent
- Yves Zahnd (* 1985), Schweizer Fußballspieler

## Abgeleitete Doppelnamen (mit Trägern)

### Yves-Maria/Marie
- Yves-Maria Guy Dubigeon (1927–2007), französischer katholischer Bischof
- Yves Marie Delage (1854–1920), französischer Zoologe, Physiologe und experimenteller Embryologe
- Yves-Marie Laulan (* 1934), französischer Ökonom, Publizist und Politiker

### Yves-Thibault
- Yves-Thibault de Silguy (* 1948), französischer Politiker